# Momo Tamaoki
Momo Tamaoki (jap. 玉置 桃 Tamaoki Momo; ur. 16 września 1994) – japońska judoczka. 
Srebrna medalistka mistrzostw świata w 2021 i 
2025; trzecia w 2024, a także zdobyła siedem medali w drużynie. Startowała w Pucharze Świata w 2015 i 2017. Triumfatorka igrzysk azjatyckich w 2018 i druga w 2022. Wygrała mistrzostwa Azji w 2015 i 2022. Mistrzyni świata juniorów w 2014 i druga w 2010. Pierwsza na mistrzostwach kraju w 2018, 2024 i 2025; druga w 2019; trzecia w 2015 i 2022 roku.